# Pagaddertoren

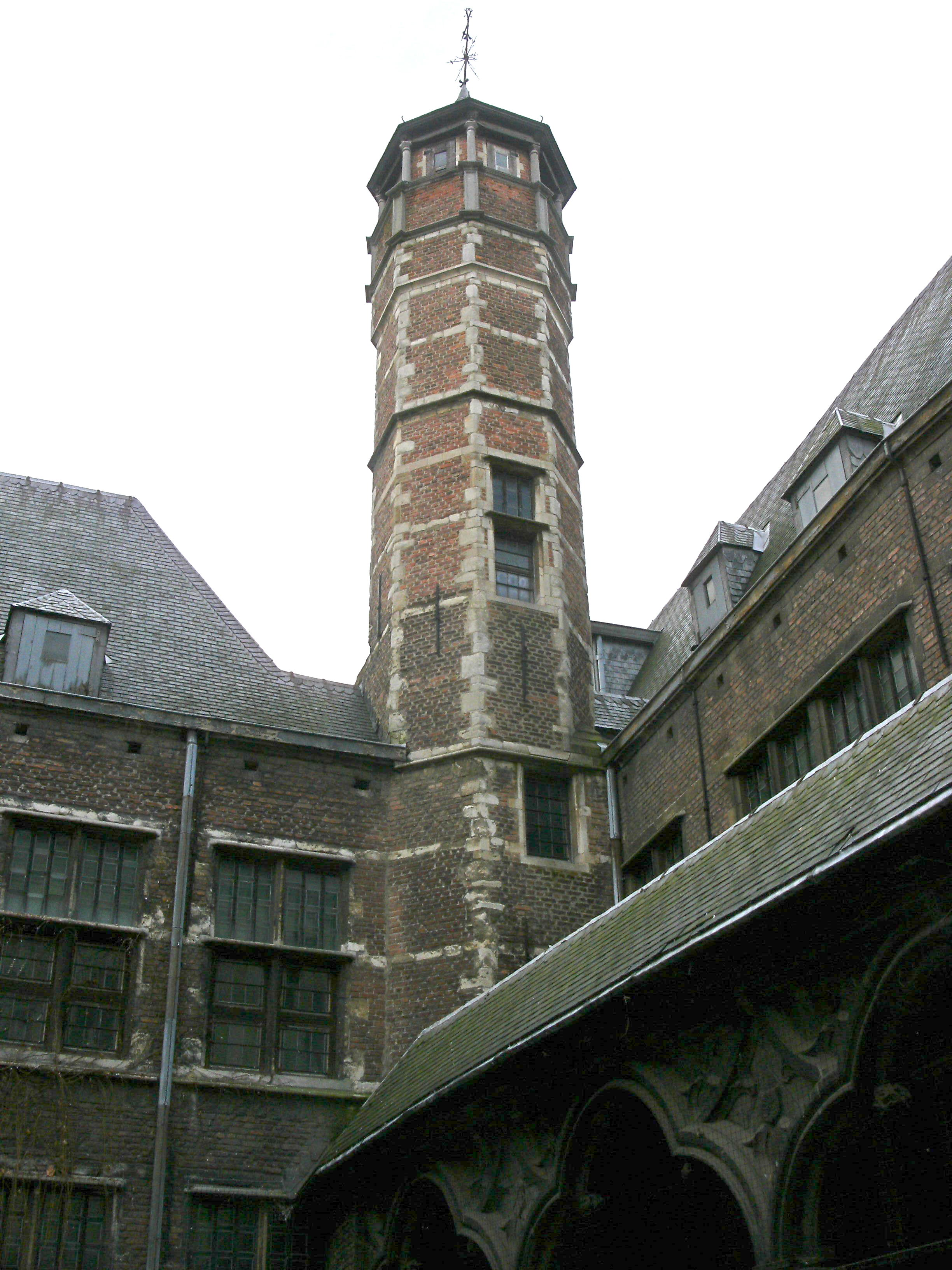
Pagaddertoren in Antwerpen

Een pagaddertoren is een huistoren die in sommige havensteden (onder andere Antwerpen, Gent, Brugge) in de Spaanse tijd werd gebouwd om prestige te verhogen.
Een typisch maar foutieve theorie over de functie van de torens is de volgende: gezien de kleine ruimtes in de toren, werden kleine mensen als uitkijk in de toren gestuurd. Dagen van tevoren stonden zij op hun torentjes de einder af te turen in de hoop de hun vertrouwde vlag van hun schip (meestal geladen met specerijen) boven de kim te zien verschijnen. Wie het eerste een schip zag, kon dit claimen en er tol of accijns door verdienen. De naam "pagadder" zou afgeleid zijn van het Spaanse woord "pagadores", van het werkwoord pagar = betalen. Dit waren de betaalmeesters van de soldij voor de Spanjaarden die in Antwerpen gelegerd waren en die te klein van stuk waren om deel te nemen aan de gevechten. Vandaar de latere bijnaam voor kleine kinderen die nu nog gebruikt wordt: "pagadders". In Hulst worden de kleine beeldjes van Spaanse soldaten ook pagadders genoemd.
De waarheid is echter eenvoudiger. Huistorens zoals deze werden opgericht voor het prestige, zonder enig reëel nut. Binnenplaatsen zijn immers niet zichtbaar vanop de straat maar torens wel. Net omdat de torens nutteloos zijn, is het aantrekkelijk om er één te bezitten, want dat duidt op rijkdom. De koopman met de mooiste en grootste pagaddertoren genoot het meeste prestige.
Pagadder zou dan weer komen van 'pagus', het Latijns woord voor platteland. Indien de ouders van het platteland komen, maar het kind is in de stad geboren, spreken we van een pagadder. (Als zowel het kind als de ouders geboren zijn in de stad, spreekt men van een Sinjoor.)
Aansluitend is er ook een theorie die verklaart waarom er een tweede betekenis is gegeven aan dit woord: kleine Antwerpse kinderen, ongeacht hun afkomst. Aangezien er geen straten zijn aangelegd op het 'pagus', 'paggelt' of 'waggelt' men daar, in tegenstelling tot de stad met vlakke grond waar men zonder moeite kan wandelen. Aangezien kleine kinderen ook onstabiel lopen, is de vergelijking snel gemaakt.